# ワールドビート
ワールドビート（Worldbeat）は、ポップ・ミュージックやロックを、ワールドミュージックや伝統音楽と融合させた音楽ジャンル。ワールドビートは、コンテンポラリーとルーツ・ミュージックというジャンルを他のジャンルと相互に混ぜ合わせたラベルに似ており、モダンとエスニックの要素の間にあるリズミカルで、ハーモニック、またはテクスチャのコントラストを示唆している。

## 背景
ワールドビートは、ワールド・フュージョンとグローバル・フュージョンに似ており、それぞれが主に民族音楽の伝統と西洋のポピュラー音楽のブレンドとして現れている。これらの特定の音楽ジャンルは、複数の「伝統的な」フレーバーのクロスブレンドにも反映され、ワールドミュージックの革新的なハイブリッド表現を生み出している。ほとんどの「ワールド」という言葉を含むジャンルのカテゴリと同様に、ワールドビートは、ガムランやカリプソなどの多くのクラシックなワールドミュージックのサブジャンルと同様に明確に定義されていない。一般に、ワールドミュージックの傘下にあるエスニック・ミュージックのサブジャンルを拡大するファミリーは、本質的に曖昧な用語を表しており、ワールドミュージックの特定のハイブリッドをどのように解釈するかに応じて、かなりの程度まで交換可能である。ワールドビートは、西洋のポップ・ミュージックの要素との顕著な交配を特徴としているが、一般化されたワールドミュージックという用語の下にリストできるもののハイブリッドを定義している。
エスニックカラーのジャンルとして、ワールドビートはワールドミュージック・ムーブメントの一部を成し、世界中のポピュラー音楽に着実に影響を与えている。これは、デジタル音楽による音楽制作の進歩と、レコーディング・アートのアーティストやプロデューサーが高品質なエスニック音楽のサンプリングを利用できるようになったことが一因となっている。先住民と現代の音楽ジャンル間のテクスチャーとスタイルのグローバル化は、21世紀のポピュラー音楽の範囲を急速に拡大し、ワールドミュージックの要素で考えられるジャンルの増加を世界が定義する方法を再形成し続けている。

### ワールドミュージックとの違い
ワールドビート、ワールド・フュージョン、グローバル・フュージョンは、ワールドミュージックのジャンルの下で進化したハイブリッド・ジャンルである。それらの最も顕著な特徴は、ポップ・カルチャーと先住民の文化による明らかな融合であり、それがしばしばそれらを互いに区別できないようにしている。
ワールドミュージックの要素と現代的なジャンルのハイブリッドは、音楽文化のグローバル化に比例して自然に増殖している。音楽カタログでは、ハイブリッド・ジャンルはデータベースで「ワールド」の選択肢しか与えられないことが多いため、ワールドミュージックを定義できるものの認識はポップスの影響を含むように進化していった。
ワールドビートなど、民族の影響が顕著であるすべてのポップ・ミュージックと伝統音楽のハイブリッドが、ワールドミュージックの傘下にあるかどうかについては意見の相違がある。

### 同様の用語
「ワールド」を含む音楽ジャンルの用語は、これらのカテゴリの紛らわしい類似性と重複する解釈のために、一般に非常にあいまいな消費者の定義の対象となっている。ワールドミュージックのカテゴリは本質的に多様であり、特に主流の市場主導型の音楽において、ハイブリッド形式でのアプリケーションの無限の可能性を提供している。ポピュラー音楽の小さなサブジャンルとしてのワールドビートは、ワールドミュージックのハイブリッド・サブジャンルとしての消費者の認識を高め、ワールドミュージックの純粋主義者による憤りを感じさせる。ワールドミュージックの傘下で自由に呼ばれるサブジャンルとしての文脈では、ワールドビートはワールド・フュージョンやグローバル・フュージョンと非常によく似ている。これらのハイブリッドを描写する区別において、「ワールド」と付く用語はわずかであり、多くの点でそれらはいまだに定義がなされているところである。

## 歴史
1980年代半ば、折衷的なミュージシャンであるダン・デル・サントがテキサス州オースティンのラジオ局KUTにおいて「ワールドビート」ショーを主催したことで、この用語を広く知らしめた:13。また、メインストリームのアーティストが、ワールドミュージックの影響をサウンドに取り入れるようになっていった。特にデヴィッド・バーン、ピーター・ガブリエル（1982年に有名な現在も開催されているウォーマッド・フェスティバルを開催）、ポール・サイモンが、その当時に「ワールド」という用語を広めた。当初、最も顕著な影響はアフリカ、アジア、南アメリカ（特にブラジル）、中東および中央アメリカからもたらされたものだったが、現在では、ますます広がる民族の多様性を網羅している。それは、新しいアーティストたち、特に今も増え続けるインディーズ・レコードのレーベルに名を連ねているアーティストたちに影響を与え続けながら、ワールドミュージックにおいて繁栄している人気のサブジャンルであり続けている。ワールドビートで最もうまく統合された民族的要素には、ボサノヴァ、レゲエ、アフロビート、ムバカンガ、カッワーリー、ハイライフ、ライ、ラーガ、サンバ、フラメンコ、タンゴなどがある。